# Франкфуртская ярмарка
Франкфуртская ярмарка (нем. Messe Frankfurt GmbH) — крупнейший в мире организатор выставок, конгрессов и мероприятий с собственным выставочным комплексом во Франкфурте-на Майне (Германия). Ежегодно Messe Frankfurt проводит более 100 международных выставок.
Общее количество сотрудников, включая офисы 30 дочерних компаний по всему миру, около 2500 человек.
Программа торговых выставок, конгрессов и других мероприятий Франкфуртской ярмарки обширна — от автомобильной промышленности до логистики, от текстиля до музыки, от энергоэффективности до безопасности

## Основные выставки
Heimtextil — выставка домашнего текстиля и тканей для интерьеров.
Christmasworld — выставка сезонных украшений и товаров для праздников.
Paperworld — выставка офисного оборудования и канцелярских товаров
Creativeworld — выставка товаров для хобби, рукоделия и творчества.
Ambiente — выставка посуды, кухонных принадлежностей, подарков, декора, аксессуаров и товаров для дома.
Automechanika — выставка послепродажного сервисного обслуживания авто и автомобильной промышленности.
Light+Building — выставка архитектуры и технологий — освещение, электроинсталяции, автоматизация зданий
IFFA — выставка мясоперерабатывающей промышленности. Проводится раз в три года.
ISH — выставка строительных и энергосберегающих технологий, санитарного оборудования, кондиционирования и вентиляции.
Musikmesse + Prolight+Sound — выставки музыкального оборудования, звука, света и организации шоу.